# Пурре, Пьер Андре
Пьер Андре́ Пурре́ де Фижа́к (фр. Pierre André Pourret de Figeac; 1754—1818) — французский ботаник.

## Биография
Пьер Андре Пурре родился в 1754 году во французском городе Нарбонна. Несколько лет он работал коллекционером растений у братьев Ломени де Бриенн. В 1789 году Пурре был вынужден переехать в Испанию, опасаясь политического преследования, где работал директором Барселонского ботанического сада и профессором ботаники. Затем он несколько лет жил в Мадриде, после чего стал каноником католической церкви в галисийском городе Оренсе. Последние годы жизни Пурре был каноником церкви в Сантьяго-де-Компостела. В 1818 году он умер.
Большая часть образцов растений, собранных Пурре, была уничтожена во время различных войн. Растения, собранные им для братьев де Бриенн, после 1812 года были получены врачом Жозефом Атаназом Барбье (1767—1846). В 1846 году этот гербарий был передан Парижскому музею естественной истории (P). Кроме образцов Пурре, там имеются растения, собранные такими ботаниками, как У. Айтон, К. Аллиони, Дж. Бэнкс, А. Каванильес, Р. Дефонтен, Н. Й. Жакен, Ш. Л. Леритье, К. Линней младший, К. П. Тунберг, и других. Также образцы растений Пурре имеются в Мадридском университете Комплутенсе (MAF).

## Роды, названные в честь П. А. Пурре
- Pourretia Ruiz & Pav., 1794 [syn.  Puya Molina, 1782]
- Pourretia Willd., 1800, nom. illeg. [syn.  Cavanillesia Ruiz & Pav., 1794]